# Clara Angermann
Clara Angermann (* 1754 in Białystok; † nach 1809 in Dresden) begründete 1775 in Eibenstock die Tambourstickerei.

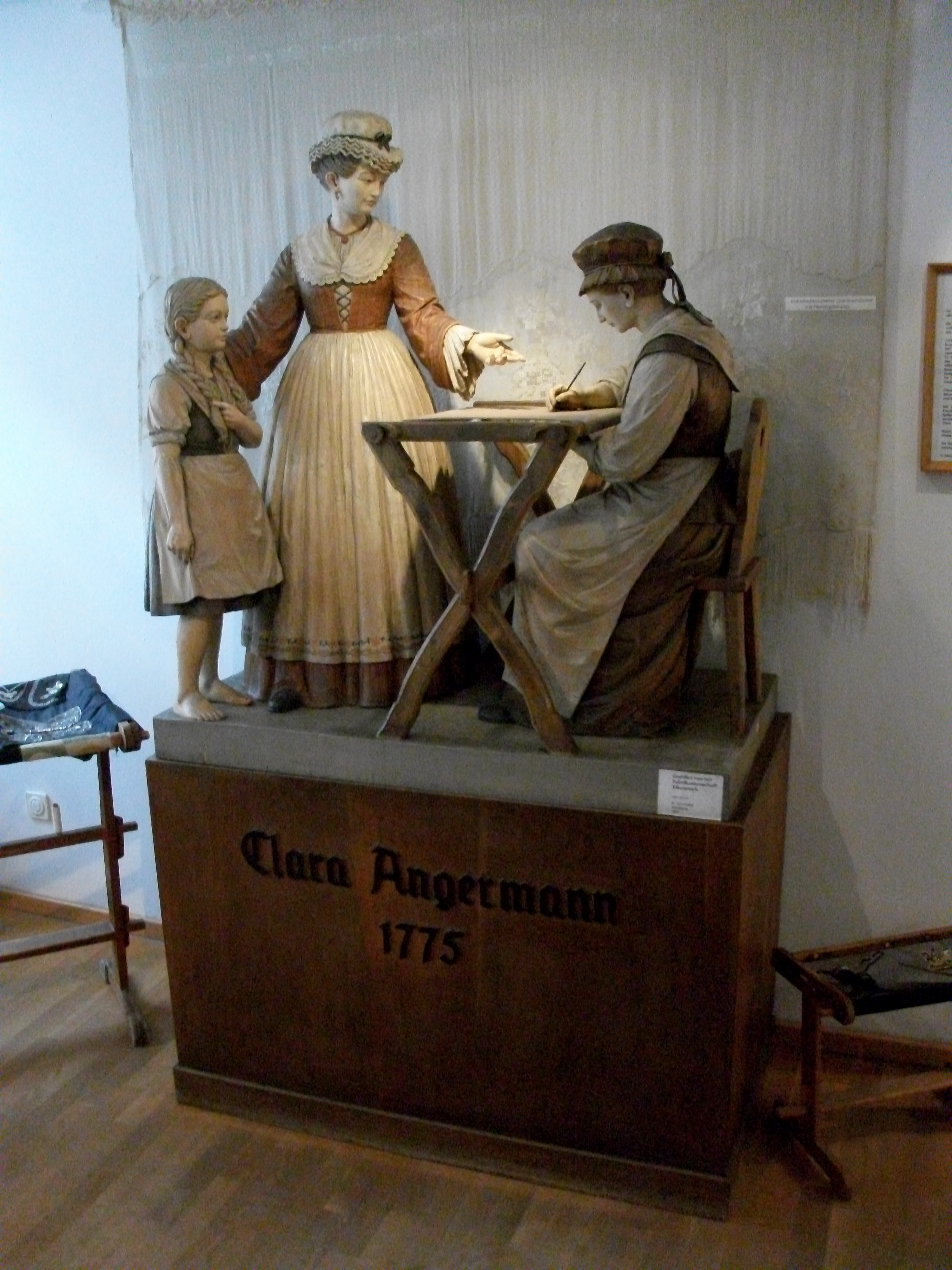
Clara Angermann, Darstellung im Schatzhaus Erzgebirge (früheres Stickereimuseum Eibenstock)

## Leben

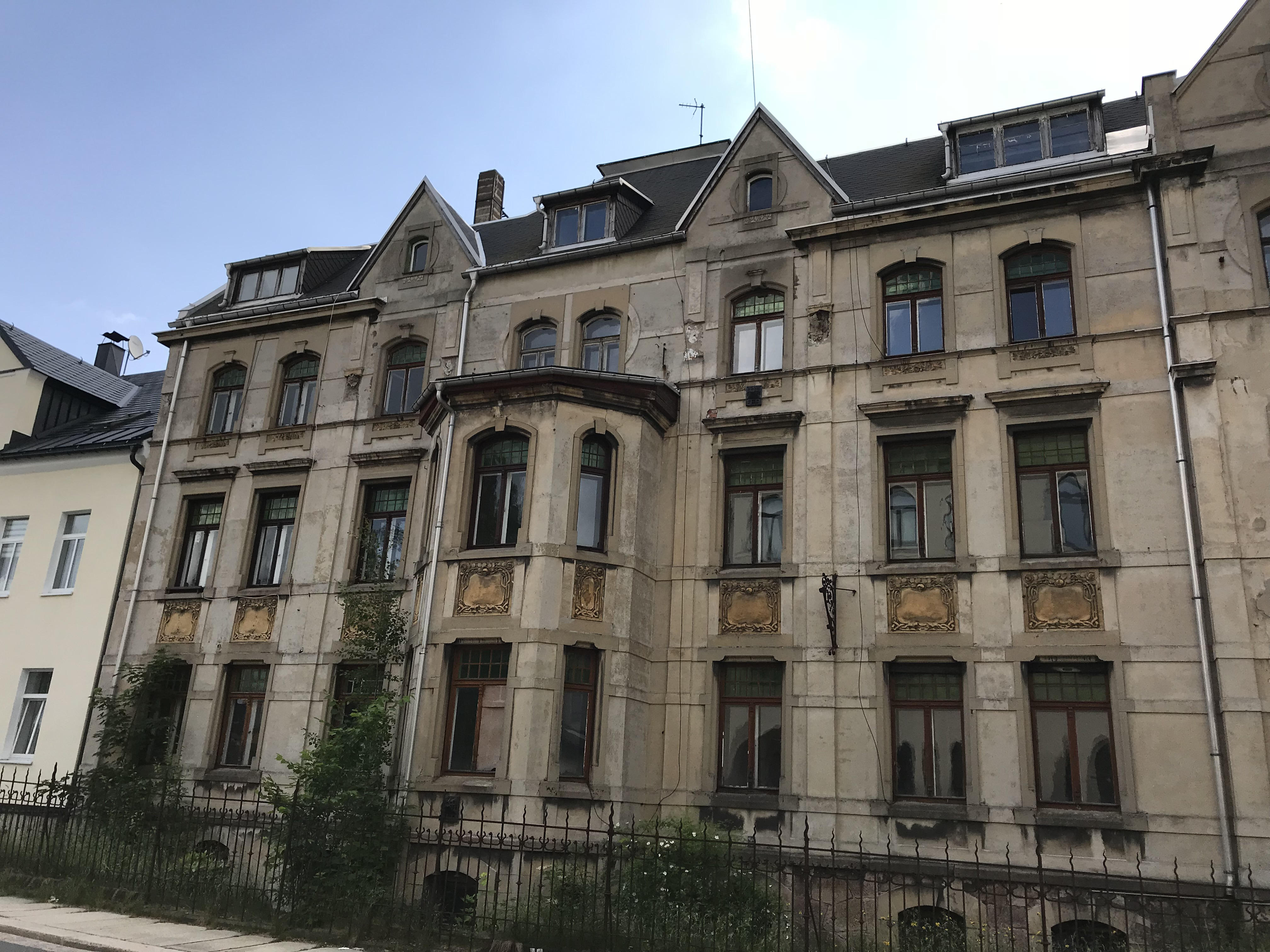
Ehemaliges Konsulat der USA in Eibenstock

Clara Angermann wurde im Jahr 1754 in als Tochter eines kurfürstlich-sächsischen Oberforstmeisters in Białystok (Polen-Litauen) geboren. Die bereits als Zehnjährige verwaiste Angermann wuchs in einem Kloster bei Thorn auf. Nach dem Erreichen der Volljährigkeit zog sie zu ihrem als Förster arbeitenden Onkel nach Eibenstock, wo sie im Jahr 1775 das Tambourieren (Kunststickerei mit Häkelnadel) einführte. Bis 1780 brachte Angermann diese Kunst vielen Frauen der Stadt bei, sodass die Stickerei ein wichtiger Wirtschaftsfaktor Eibenstocks wurde. Im Jahr 1850 gab es schon sechs erfolgreiche Stickereibetriebe und 1858 kam die erste Stickmaschine zum Einsatz. Die Stickereien wurden in der ganzen Welt berühmt, sodass die USA von 1891 bis 1908 ein Konsulat in der Stadt für die Pflege ihrer Geschäftsbeziehungen unterhielten.
Im Jahr 1780 heiratete Angermann den Förster und späteren Hofjäger in Wermsdorf Johann Christoph Nollain in der Dresdner Kreuzkirche. Sie gebar zehn Kinder und zog nach dem Tod ihres Ehemannes im Jahr 1809 zu einer Tochter nach Dresden, wo sie vermutlich auch starb.

## Ehrungen
An Clara Angermann erinnern heute:

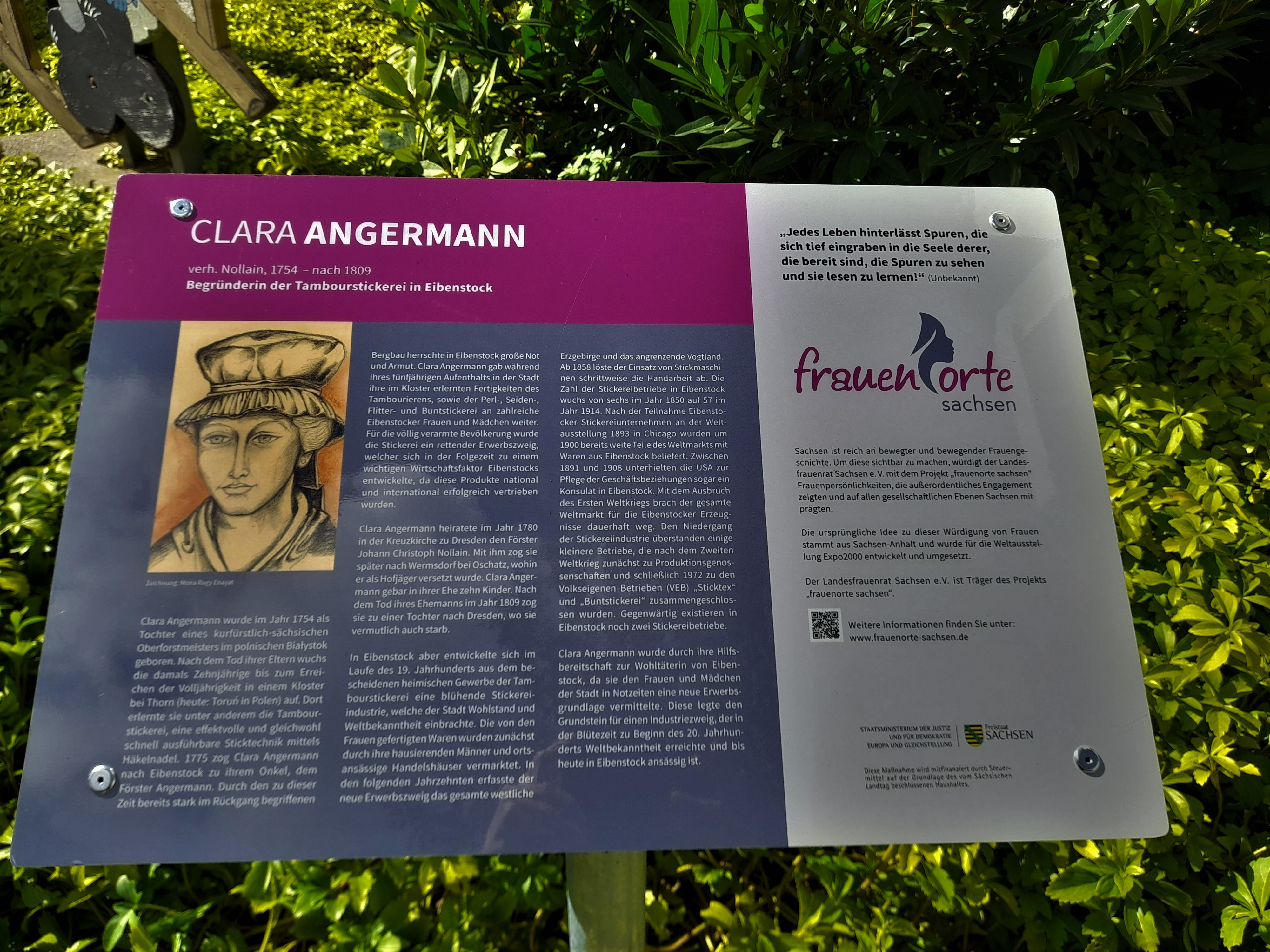
Frauenorte Sachsen, Infotafel Clara Angermann am Schatzhaus Erzgebirge in Eibenstock

- Clara-Angermann-Straße in Eibenstock
- Grundschule "Clara Angermann" in Eibenstock
- Museum Schatzhaus Eibenstock (vormals Stickereimuseum Eibenstock) mit einer Ausstellung zur Stickereigeschichte der Stadt Eibenstock. Dort befindet sich auch eine Gedenktafel der Initiative Frauenorte Sachsen.